# مالاواخ
مالاواخ، مَلَوَح (انگلیسی: Malawach؛ عبری: מלווח‎) یک نوع نان سنتی در آشپزی یهودی است این نان به یک پنکیک نازک شباهت دارد و از لایه‌های نازک خمیر هزارلا تشکیل شده و روی آن با برس رون مالیده شده و با ماهیتابه سرخ می‌شود.